# Tricalysia congesta
Tricalysia congesta är en måreväxtart som först beskrevs av Daniel Oliver, och fick sitt nu gällande namn av William Philip Hiern. Tricalysia congesta ingår i släktet Tricalysia och familjen måreväxter.

## Underarter
Arten delas in i följande underarter:
- T. c. chasei
- T. c. congesta